# Vestingwerken van Ootmarsum
De vestingwerken van Ootmarsum waren de verdedigingswerken van de Nederlandse stad Ootmarsum. De aarden omwalling met dubbele gracht is in de 14e eeuw aangelegd en werd in 1598 op last van prins Maurits ontmanteld.

## Geschiedenis
In 1325 kreeg Ootmarsum van de Utrechtse bisschop toestemming om een gracht te graven en een wal op te werpen. Voor die tijd zal er slechts een houten palissade hebben gestaan rondom de woonkern. Het duurde nog tot 1397 voordat daadwerkelijk werd begonnen met de aanleg van de wallen, dankzij hulp van bisschop Frederik van Blankenheim. In 1405 waren de wallen en dubbele gracht gerealiseerd. 
Bij de Grotestraat was een doorgang in de omwalling, waar in de 15e eeuw de Poelpoort werd gebouwd. Bij deze doorgang stond al sinds de 12e eeuw een bergvrede, die zelf mogelijk de opvolger was van de bisschoppelijke hof.
In 1273 werd melding gemaakt van de commanderij van de Duitse Orde, later ook wel bekend als het Huis te Ootmarsum. Dit huis stond tot begin 19e eeuw ten zuidoosten van Ootmarsum.
Ootmarsum werd in 1510 door troepen van Karel van Gelre ingenomen.
Bisschop Philips van Bourgondië beval in 1518 om de verdedigingswerken van Ootmarsum onbruikbaar te maken, maar twee jaar later werden de poorten juist hersteld en versterkt en kwam er zelfs een bolwerk bij.

### Tachtigjarige Oorlog
Tijdens de Tachtigjarige Oorlog wisselde Ootmarsum regelmatig van eigenaar. In 1571 werd in Ootmarsum een Spaans garnizoen gelegerd dat zorgde voor een verdere versterking van de wallen en de poorten. In 1580 nam Willem van Nassau de stad in en betrok de commanderij, maar nog datzelfde jaar werd het Staatse leger door de Spanjaarden verdreven en kwam Ootmarsum weer in Spaanse handen.
Prins Maurits wist in 1592 Ootmarsum in te nemen maar raakte het na een jaar weer kwijt aan de Spanjaarden. Een 1597 deden Gerard van Warmelo en Arent van Duivenvoorde een nieuwe poging en wisten na twee dagen het Spaanse garnizoen tot overgave te dwingen. Na deze inname van Ootmarsum eiste Maurits dat de vesting Ootmarsum werd ontmanteld, maar het stadsbestuur werkte niet mee. Na aandringen van Maurits in 1598 werd alsnog de buitengracht gedempt en de beide wallen geslecht. Ook werd een deel van de Stenenpoort gesloopt. Van de omwalling resteerde nu nog slechts de binnengracht. Ootmarsum was in feite onverdedigbaar en tot 1626 wisselden de Spaanse en Staatse troepen elkaar af als bezettingsmacht.
Het Huis te Ootmarsum had eveneens geleden onder de wisselende bezettingsmachten. Zowel Spaanse als Staatse troepen hadden het gebouw grote schade toegebracht.

### Oorlog met Münster
In 1665 werd Ootmarsum tijdens de Eerste Münsterse Oorlog geplunderd door troepen van Bernard von Galen, de bisschop van Münster. In het Rampjaar 1672 volgde opnieuw een bezetting door zijn troepen, die vervolgens nieuwe versterkingen aanbrachten rondom het stadje. In 1673 nam een Staats leger Ootmarsum weer in, waarbij de soldaten overgingen tot plundering. De bisschop wist Ootmarsum nog eenmaal te bezetten maar zijn troepen vertrokken in 1674 definitief.

### Laatste restanten
De binnengracht werd vanuit de stadszijde langzaam dichtgemaakt zodat in de 19e eeuw nog maar een sloot was overgebleven. In de jaren 20 van de 20e eeuw zijn de laatste delen gedempt. Alleen de straten Westwal en de Oostwal herinneren nog aan de vroegere binnengracht en tussenwal.
In 2014 is bij rioolwerk de fundering teruggevonden van de Stenenpoort. Het ging hier vermoedelijk om de zogenoemde buitenpoort.

## Beschrijving
De oudste verdedigingswerken van Ootmarsum zullen niet meer zijn geweest dan een houten palissade. Van 1397 tot 1405 werd deze vervangen door een aarden wal, beplant met ondoordringbaar struikgewas en aan de bovenzijde voorzien van een houten palissade. Rondom deze wal lag een dubbele gracht, met tussen de twee grachten in ook weer een aarden wal. Mogelijk is de buitenste gracht - die 15 tot 20 meter breed was - overigens pas in de 16e eeuw toegevoegd. In 1520 werd nog een bolwerk aan de omwalling toegevoegd.
In 1598 werden de wallen geslecht en de buitengracht gedempt op bevel van prins Maurits. Alleen de binnengracht bleef behouden, maar deze werd versmald aan de stadszijde totdat er in de 19e eeuw een smalle sloot overbleef. De laatste resten zijn in de jaren 20 van de 20e eeuw gedempt.

### Poorten
Ootmarsum telde twee poorten: aan de noordkant leidde de Marktstraat naar de Stenenpoort en in het zuidoosten kwam de Grote Straat uit op de Poelpoort (ook wel Zuiderpoort of Houtenpoort genoemd). De poorten zijn in de 15e eeuw gebouwd. De oudste schriftelijke vermelding van een stadspoort dateert uit 1431 en betreft de Poelpoort.
De poorten beschikten over mezekouwen. Vermoedelijk hadden de twee poorten zowel een binnen- als een buitenpoort. In 1520 werden beide stadspoorten hersteld en versterkt. In 1535 werd de Poelpoort nieuw gebouwd en in 1544 volgde de Stenenpoort.
Na de ontmanteling van de omwalling in 1597/1598 bleven de twee poorten behouden. In 1780 werd de vervallen Stenenpoort alsnog gesloopt, maar de Poelpoort werd in dat jaar juist hersteld. Uiteindelijk werd de Poelpoort wegens bouwvalligheid in 1870 afgebroken.

### Bergvrede
Tussen 1100 en 1200 is de bergvrede gebouwd, waarschijnlijk als opvolger van de bisschoppelijke domaniale hof uit de vroege middeleeuwen. De Bergvrede was een omgrachte heuvel waarop een houten toren in vakwerkbouw was geplaatst. Deze toren diende als verdedigingswerk en was tevens een toevluchtsoord. In 1393 werd nog melding gemaakt van deze bergvrede, die toen in bezit was van de familie Van Sconenvelde.

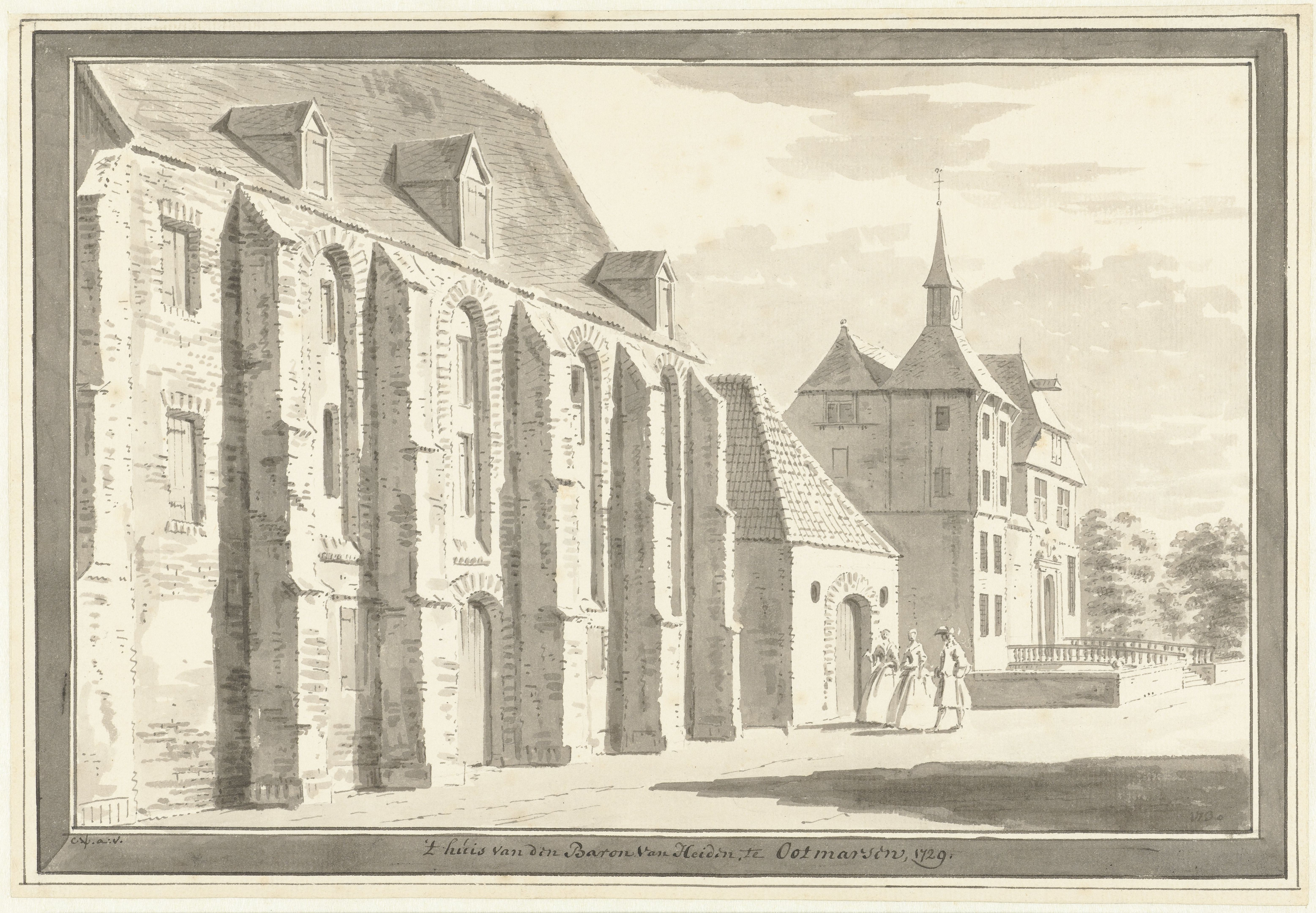
Het Huis te Ootmarsum rond 1730

De locatie van de bergvrede is nog herkenbaar aan de straatnamen Bergplein en Bergstraat.

### Huis te Ootmarsum
In hoeverre het Huis te Ootmarsum een verdedigbaar kasteel was, is onbekend. Het 13e-eeuwse omgrachte huis was oorspronkelijk een commanderij van de Duitse Orde maar kwam na de reformatie in particulier bezit. Het werd erkend als havezate en eigenaren in de 17e en 18e eeuw waren drost van Twente. In 1825 was de havezate volledig verdwenen.
Alkmaar · Amsterdam · Borculo · Bredevoort · Coevorden · Enschede · Haarlem · Hattem · 's-Hertogenbosch · Huissen · Klundert · Lochem · Maastricht · Montfoort · Naarden · Ommen · Ootmarsum · Rhenen · Roermond · Rijssen 
· Sittard · Sneek · Steenbergen · Terborg · Valkenburg · Zaltbommel · Zwolle